# Рэтклифф, Джон Ли
Джон Ли Рэтклифф (англ. John Lee Ratcliffe; род. 20 октября 1965, Маунт-Проспект, Иллинойс, США) — американский политический, государственный и военный деятель, член Республиканской партии. Директор Центрального разведывательного управления с 23 января 2025 года. Директор Национальной разведки с 26 мая 2020 по 20 января 2021.

## Биография
Получил юридическое образование в университете Нотр-Дам и в Южном методистском университете, занимался частной адвокатской практикой.

### Политическая карьера
С 2004 по 2012 год являлся мэром города Хит в Техасе, а в 2007—2008 годах — федеральным прокурором Восточного округа Техаса.
В 2014 году впервые был избран в Палату представителей США от 4-го округа Техаса, переизбирался в 2016 и 2018 годах.
28 июля 2019 года президент Трамп номинировал Рэтклиффа на должность директора Национальной разведки после объявления об отставке Дэна Коутса, намеченной на 15 августа.
2 августа 2019 года кандидатура Рэтклиффа была отозвана из Сената из-за категорических возражений демократов и отсутствия твёрдой поддержки республиканцев.
28 февраля 2020 года Трамп повторно представил Рэтклиффа на замещение вакансии, остававшейся открытой в течение нескольких месяцев (самый длительный период за всё время существования должности).

### Во главе Национальной разведки
21 мая 2020 года Сенат утвердил кандидатуру Рэтклиффа на должность директора Национальной разведки. Голоса сенаторов разделились: 49 «за», 44 «против». Таким образом, Рэтклифф стал первым с момента учреждения должности в 2005 году директором Национальной разведки, которому не удалось заручиться в Сенате двухпартийной поддержкой — демократы не верили в его объективность на новой работе, поскольку в Палате представителей он однозначно поддерживал президента Трампа при попытке объявления импичмента и расследования российского вмешательства в выборы 2016 года.
26 мая 2020 года принёс присягу и вступил в должность.
21 октября 2020 года на совместной пресс-конференции с директором ФБР Кристофером Рэем заявил, что Россия и Иран похитили данные регистрации американских избирателей и могут использовать полученные сведения для вмешательства в избирательные процедуры. Ранее в тот же день Министерство внутренней безопасности опубликовало информацию, что угрозы сторонникам Демократической партии по электронной почте от имени праворадикальной группировки Proud Boys в действительности рассылались иранцами (сведений об аналогичных действиях России на момент пресс-конференции не имелось).

### Директор ЦРУ

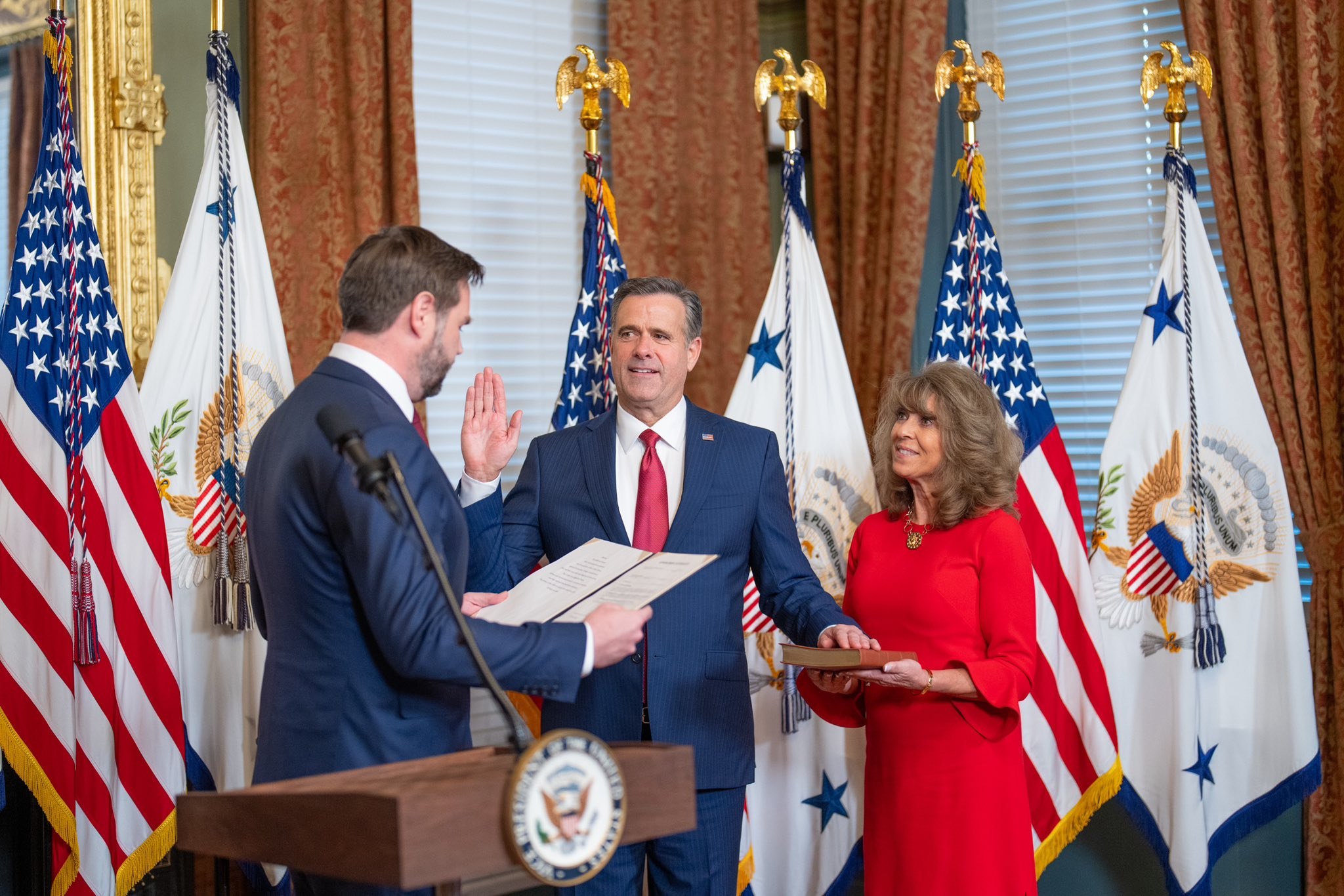
Вице-президент Вэнс принимает присягу Джона Рэтклиффа в качестве главы ЦРУ

В ноябре 2024 года избранный президент США Дональд Трамп назвал Рэтклиффа кандидатом на пост директора ЦРУ. Комментируя назначение, Дональд Трамп написал: «Когда 51 сотрудник разведки лгал о ноутбуке Хантера Байдена, был один, Джон Рэтклифф, который говорил правду американскому народу».
23 января 2025 года Сенат утвердил кандидатуру Рэтклиффа, и в тот же день он вступил в должность директора ЦРУ.
26 марта 2025 года, выступая на слушаниях в сенате США, директор Центрального разведывательного управления (ЦРУ) Джон Рэтклифф выразил свое убеждение, что «украинский народ и украинская армия недооценивались на протяжении нескольких лет", и если Украина в ходе попытки мирного урегулирования военного конфликта не добьётся для себя приемлемых условий, то они будут вести боевые действия голыми руками.

## Личная жизнь
Рэтклифф и его жена Мишель живут со своими двумя дочерьми в Хите, штат Техас.
По вероисповеданию Рэтклифф — католик.